# Terratrèmol d'Arica de 1604
El terratrèmol d'Arica de 1604 ser un sisme registrat el 24 de novembre de 1604. El seu epicentre es va localitzar a 18° 30′ 00″ S, 70° 19′ 55″ O / 18.500°S,70.332°O, enfront de les costes d'Arica, llavors sota la jurisdicció del Virregnat del Perú (actualment Xile), i va tenir aproximadament una magnitud de 8,5 a 9,0 en l'escala sismològica de Richter. Va ser seguit d'un sisme submarí de grans proporcions.

## El terratrèmol i el sisme submarí
Va ser un dels terratrèmols més grans que ha suportat Amèrica en època moderna, afectant la major part de sud del Virregnat el Perú (part del qual actualment constitueix territori de Xile), afectant fins Camaná i sentint-se amb força a Arequipa, ciutat que pocs anys abans havia patit un cataclisme de proporcions derivat de l'erupció d'un volcà i un subsegüent terratrèmol (18 de febrer de 1600).
Seguit al moviment principal, un sisme submarí va arrasar les costes d'aquesta part d'Amèrica de Sud en un marge de 900 a 1200 milles. Els registres indiquen que les onades van arribar 16 metres, amb uns 10 km d'inundació terra endins (valors que són qüestionables).
El fort amb artillera d'Arica va quedar totalment destruït.

## Reconstrucció del port i del fort
Onze dies després, el general Don Ordoño d'Aguirre, Corregidor del partit d'Arica, va celebrar una junta amb els oficials reials d'hisenda que residien al port i per entre la runa que els envoltaven, van dir «que, malgrat que en el terratrèmol i creixent de mar que va passar dimecres passat, 24 de novembre, que va assolar aquesta ciutat d'Arica i el fort d'ella i es va emportar la mar l'artilleria, mosqueteria i municions i amb les diligències que s'han fet ha estat trobada l'aquesta artilleria i mosqueteria», van manar s'inventariès tot i es fes càrrec el tresorer.
El port, on afluïa tota la plata de Potosí i de les mines de l'Alt Perú, era sempre atacada pels corsaris i, per tant, convenia tenir-lo sempre ben armat per a repel·lir qualsevil atac. Aquesta circumstància explica el perquè es donessin les autoritats tanta pressa a recollir tot l'armament que jeia escampat per la platja. Gràcies al seu zel i diligència, Arica va tornar a recobrar la seva fisonomia habitual, tot i que no havien de transcórrer onze anys quan tornaria a patir els estralls d'un altre terratrèmol devastador.